# Thektogaster abdominalis
Thektogaster abdominalis är en stekelart som först beskrevs av Vittorio Luigi Delucchi 1953.  Thektogaster abdominalis ingår i släktet Thektogaster och familjen puppglanssteklar. Arten är reproducerande i Sverige. Inga underarter finns listade i Catalogue of Life.